# 라인 백신
라인 백신(LINEアンチウイルス,LINE Antivirus)은 네이버의 모바일 백신 소프트웨어이다. 안드로이드 네이버 백신과 동일한 자체 개발 엔진을 사용한다. 아직까지 모바일 백신 성능 평가에 나가지 않아 객관적인 성능 자료는 없다. 일본에서 인지도가 높다.